# Ван Субок
Ван Субок (кор. 왕수복, 5 марта 1917, Кандон, Хэйан-нандо, Генерал-губернаторство Корея — 1 июня 2003, Пхеньян) — северокорейская певица, самая популярная певица в оккупированной Японией Корее в 1935 году.
Её считали новаторской артисткой, чье творчество проложило путь современному феномену K-pop.

## Биография
Ван Субок родилась в 1917 году и училась в пхеньянской школе танцев для девочек Chosen Dancing Girls School, которая специализировалась на обучении кисэн. Девочек обучали пению, танцам, музыке и умению подбирать костюм. Ван Субок окончила обучение в 1931 году. Её дебют в качестве кисэн состоялся в 1933 году, и она была очень популярна в течение оставшейся части десятилетия. Одной из самых популярных песен Ван была Ulchi marayo (Не плачь). Среди стилей, в которых она пела, был традиционный народный стиль кинминё. Ван Субок подписала контракты с Columbia и Polydor Records.
В январе 1934 года Ван приняла участие в первой в Японии радиопередаче с прямой трансляцией на корейском языке. Она была организована Японской вещательной корпорацией, а аккомпанировал Ван оркестр радиовещания Кёнсона. В 1935 году Ван выиграла конкурс популярности среди певцов, организованный компанией Samcheolli Co. К ноябрю того же года она была самой популярной певицей в Корее.
В 1936 году, когда она была на пике своей популярности, Ван была известна как «Королева популярных песен». Она переехала в Японию, чтобы изучать западную музыку, получила специальность певицы меццо-сопрано и исполняла в основном народные песни эпохи Чосон в западном вокальном стиле. В интервью того времени она сказала: «Я хочу петь множество народных песен Чосон, чтобы быть подобной спасшей танец Чосон Чхве Сын Хи». Японцы, которые колонизировали Корею, пытались исключить использование корейского языка в народной музыке, поэтому Ван прекратила свою музыкальную карьеру с 1942 до 1953 года, когда она возобновила её в Центральной радиовещательной комиссии. К 1955 году Ван стала вокалисткой Национального симфонического оркестра Северной Кореи.
В 1977 году, когда Ван исполнилось 60 лет, Ким Ир Сен прислал ей подарок. На её 80-летие в 1997 году подарок на день её рождения прислал Ким Чен Ир. Ван умерла в 2003 году.

## Награды
В 1959 году ей было присвоено звание Заслуженной артистки Корейской Народно-Демократической Республики.

## Наследие
Ван Субок представлена в книге и выставке Чхве Кю-сона под названием «Предки женских групп», в которой рассказывается об одних из первых певиц Кореи, работа которых привела к популярности в стране женских K-pop групп.

## Личная жизнь
Ван была партнёршей писателя Ли Хёсока, а позже вышла замуж за экономиста Ким Кван Джина.